# Dr. Gero
Dr. Gero (ドクター・ゲロ, Dokutā Gero) is een fictieve wetenschapper uit de Japanse stripreeks Dragon Ball van Akira Toriyama, en de daarvan afgeleide animatieseries. Gero werkte aanvankelijk bij het bedrijf Capsule Corporation en later voor de Red Ribbon Army. Dr. Gero is de bedenker van de Androids.

## Dragon Ball
Het begon met Dragon Ball. De Red Ribbon Army wilde de Dragonballs hebben om de wereld te veroveren (eigenlijk wilde Commander Red (de leider van de RRA) zichzelf langer wensen). Toen zijn assistent (Officer Black) hierachter kwam schoot hij hem dood. Omdat toen Goku bijna alle Dragonballs had, besloot de RRA ze te stelen. Goku heeft ze bijna allemaal gedood.

## Dragonball Z
In Dragonball Z is Dr. Gero uit op wraak. Hij bestudeert Goku en andere grote krijgers zoals Vegeta, Piccolo en Frieza goed met een apparaatje dat eruitziet als een vlieg. Hij berekent hun kracht door met de gegevens die hij heeft. Ook verzamelt hij hun cellen om het perfecte wezen te creëren: Cell. Ook gaat hij verder met de serie Androids waar hij al lang aan werkt (alleen Android 8, 13, 14 en 15 waren een succes). Android 16 is de eerste, maar die werkt niet goed, dus laat hij hem uitgeschakeld staan. Hij past een tweeling enigszins aan en hij wist hun geheugen, dat worden de Androids 17 en 18. Het doel van deze twee Androids is de vernietiging van Goku, en mochten ze hierin falen hun absorptie door Cell, zodat hij zijn perfecte vorm kan bereiken om Goku te doden. Omdat Dr. Gero bang is dat hij snel zal sterven bouwt hij een Android lichaam (een energie absorberend type) dat precies lijkt op zijn huidige lichaam. Ook bouwt hij Android 19, om zijn hersenen in het Android lichaam te laten stoppen. Zo ontstaat Android 20.
Op een dag, 10 mei, vallen Android 19 en 20 een stad, South City, aan. Tot hun grote verrassing staan Goku en de andere Z-fighters al klaar daar (zij zijn immers gewaarschuwd door Future Trunks). De Androids gaan met Goku en de andere Z-fighters naar een afgelegen plek. Daar nemen Android 19 en Goku het tegen elkaar op. Dr. Gero ziet daar ook dat hij een fout heeft gemaakt; bij zijn berekeningen hield hij er geen rekening mee dat Goku een Super Saiyan zou worden. Gelukkig voor hem krijgt Goku tijdens het gevecht last van zijn hartvirus en alles lijkt goed te gaan. Wanneer Android 19 Goku's energie aan het aftappen is valt plotseling Vegeta het gevecht binnen. Hij wordt ook Super Saiyan en vermoordt Android 19 moeiteloos. Dr. Gero besluit te vluchten voor de Saiyan prins en de Z-fighters een voor een hun energie af te nemen. Het lukt hem bij Piccolo wat af te nemen, maar deze neemt wraak door hem in een gevecht te verslaan. Nu besluit Dr. Gero terug te keren naar zijn lab, zeker wanneer Trunks ook arriveert. Hij is gedwongen om Android 17 en 18 te wekken. Hij wil dit liever niet omdat ze hem in het verleden niet gehoorzaamden en hij ze moest uitschakelen met een afstandsbediening. Zodra hij het duo wakker maakt vernietigt Android 17 zijn maker, omdat hij bang is om weer uitgeschakeld te worden.

## Dragonball GT
Dr. Gero komt na zijn dood in de hel terecht. Hier verblijft hij totdat Dr. Myuu daar ook arriveert. Ze willen wraak nemen op Goku. Samen bouwen ze Hell Fighter 17, die er samen met de gewone Android 17 op aarde voor zorgt dat het dodenrijk open gaat. Op aarde fuseren Hell Fighter 17 en Android 17 tot Super Android 17. Niet lang nadat dit gebeurd is, wordt Dr. Gero verraden door Dr. Myuu en beveelt hij Super Android 17 om Doctor Gero definitief te vermoorden.

## Androids
Dr. Gero heeft veel androids gemaakt:

### Androids die later goed zijn geworden
- Android 8
- Android 16
- Android 17
- Android 18

### Androids die slecht zijn gebleven
- Android 13
- Android 14
- Android 15
- Android 19
- Android 20
- Cell

Dr. Gero heeft Android 13, 14 en 15 eigenlijk nooit afgekregen en daardoor hebben zij eigenlijk nooit geleefd.